# Ludwig Banach
Ludwig Banach (Nueva Jersey, Estados Unidos, 6 de febrero de 1960) es un deportista estadounidense retirado especialista en lucha libre olímpica donde llegó a ser campeón olímpico en Los Ángeles 1984.
Es hermano gemelo del también luchador Edward Banach.

## Carrera deportiva

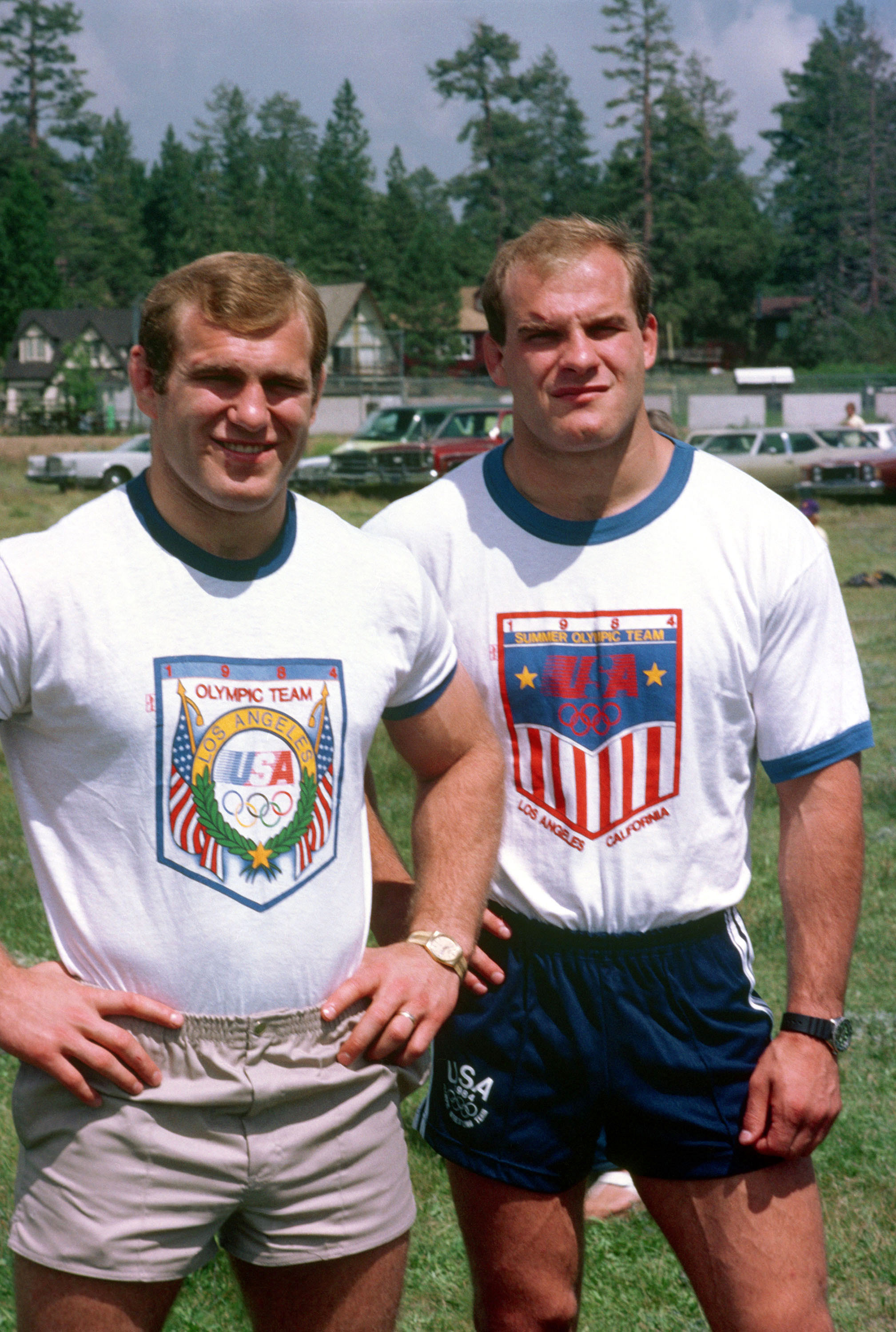
Lou Banach (derecha), con su hermano gemelo Edward Banach, agosto de 1984

En los Juegos Olímpicos de 1984 celebrados en Los Ángeles ganó la medalla de oro en lucha libre olímpica de pesos de hasta 100 kg, por delante del luchador sirio Joseph Atiyeh (plata) y del rumano Vasile Pușcașu (bronce).